# León (Hiszpania)
León – miasto w północnej Hiszpanii, w regionie Kastylia i León, stolica prowincji León. Liczy ok. 120 tys. mieszkańców (2022). Położone nad rzeką Bernesga (dorzecze Duero), na przedgórzu Gór Kantabryjskich, na trasie pielgrzymek do Santiago de Compostela. Przemysł spożywczy, chemiczny, włókienniczy, ceramiczny oraz rzemieślniczy; ośrodek handlowy, kulturalny i turystyczny.
Od 1988 r. w Leónie rozgrywany jest jeden z najsilniejszych szachowych turniejów w Hiszpanii, Torneo Magistral de Ajedrez Ciudad de León.

## Historia
- Od 68 r. n.e. stały obóz legionu rzymskiego, nazwa miasta od łac. Legio Septima Gemina.
- W 540 zajęty przez Wizygotów.
- W 712 zdobyty przez muzułmanów a w połowie IX w. przez Asturię; stało się głównym miastem w pochodzie chrześcijaństwa na południe Płw. Iberyjskiego.
- 910–1230 stolica Królestwa Leónu.
- W 988 zdobyty przez Almanzora, który wyruszył z Kordoby niszcząc miasto i burząc rzymskie mury obronne.
- Po odbudowie w XI w. Ferdynand I Wielki – władca Kastylii, przejściowo zjednoczył dwa królestwa, poślubiając Sanchę z León, a następnie wyruszył na południe i odebrał Maurom dzisiejszą Nową Kastylię.
- W 1230 Ferdynand III Święty ostatecznie zjednoczył León i Kastylię; udało się mu wyprzeć Maurów do królestwa Grenady.
- Od XIII w. wraz z napływem pielgrzymów szerzyły się wpływy francuskie, m.in. katedrę zbudowano w stylu francuskiego gotyku.
- Od XIII/XIV w. znaczenie Leonu malało na rzecz Kastylii i Aragonii.
- Upadek miasta aż do XIX w.
- W czasie wojny domowej 1936–39, po stronie frankistów.

## Zabytki
- Katedra Santa María de la Regla z XIII – XV w., jest budowlą nawiązującą do gotyku francuskiego. Katedra ma dwie odmienne wieże, na zachodniej fasadzie znajdują się bogato rzeźbione portale i rozeta okienna. Wnętrze z bogatym wyposażeniem, doświetlone 125 oknami, z przepięknymi witrażami (ok. 700 – jest to drugi co do wielkości zespół witraży na świecie, zaraz po katedrze w Chartres we Francji), przez które światło przenika w przeróżnych kolorach i odcieniach; poza tym stalle, grobowce, chór, krużganki.
- Bazylika romańska San Isidoro z XI–XVIII w.; mieści relikwie św. Izydora, wielkiego wczesnochrześcijańskiego uczonego z Sewilli. W podziemiu panteon – mauzoleum królewskie, miejsce pochówku królów Leonu. Wyjątkową atrakcją są freski w kryptach oraz kapitele kolumn, a także skarbiec i muzeum.
- Klasztory, m.in. San Marcos z XVI–XVIII w., o majestatycznej fasadzie w stylu platoreskowym, dług. ok. 100 m, dwukondygnacyjnej.
- Romański kościół Nuestra Señora del Mercado.
- Pałace z XV–XVII w., m.in. Palacio de los Guzmanes.
- Ratusz z XVII w.
- Mury obronne z XIV w.
- Place, m.in.: Plaza Mayor; Plaza de Santo Domingo; Plaza San Marcelo, gdzie mieści się Casa de Botines (obecnie siedziba banku), zaprojektowany przez Antoni Gaudíego.

## Transport
W mieście znajduje się stacja kolejowa León. Na przedmieściach znajduje się port lotniczy León.

## Klimat
| Miesiąc | Sty  | Lut | Mar  | Kwi  | Maj  | Cze  | Lip  | Sie  | Wrz  | Paź  | Lis  | Gru | Roczna |
| --- | ---- | --- | ---- | ---- | ---- | ---- | ---- | ---- | ---- | ---- | ---- | --- | ------ |
| Średnie temperatury w dzień [°C]                                                                                                 | 7.1  | 9.5 | 13.3 | 14.8 | 18.6 | 24.0 | 27.4 | 26.9 | 22.9 | 16.7 | 11.2 | 8.0 | 16,7   |
| Średnie dobowe temperatury [°C]                                                                                                  | 3.2  | 4.7 | 7.6  | 9.0  | 12.6 | 17.1 | 19.8 | 19.6 | 16.5 | 11.7 | 7.0  | 4.2 | 11,1   |
| Średnie temperatury w nocy [°C]                                                                                                  | -0.7 | 0.0 | 1.9  | 3.3  | 6.6  | 10.2 | 12.2 | 12.3 | 10.1 | 6.7  | 2.8  | 0.4 | 5,5    |
| Opady [mm] | 50   | 34  | 32   | 45   | 56   | 31   | 19   | 23   | 39   | 61   | 59   | 66  | 515    |
| Średnia liczba dni z opadami | 7.6  | 6.0 | 5.6  | 7.7  | 8.8  | 4.6  | 2.8  | 2.7  | 4.5  | 8.2  | 7.5  | 8.7 | 74,9   |
| Wilgotność [%] | 82   | 74  | 66   | 65   | 62   | 56   | 52   | 54   | 62   | 74   | 80   | 83  | 67     |
| Średnie usłonecznienie [h] | 130  | 161 | 214  | 228  | 259  | 314  | 358  | 327  | 246  | 178  | 137  | 120 | 2673   |
| Źródło: Agencia Estatal de Meteorología (liczba dni z opadami dla wartości 1 mm, wysokość 912 m n.p.m., przedmieścia, 1981-2010) |      |     |      |      |      |      |      |      |      |      |      |     |        |

## Sport
Działa tutaj klub piłki nożnej, Cultural y Deportiva Leonesa, grający lidze Segunda División B, będącej trzecim poziomem ligowych rozgrywek piłkarskich w Hiszpanii.

## Miasta partnerskie
- Bragança, Portugalia
- Porto, Portugalia
- León, Meksyk
- Woroneż, Rosja